# The Path (serie televisiva)
The Path è una serie televisiva statunitense, creata da Jessica Goldberg per il servizio Hulu.
Incentrata su un gruppo di persone appartenenti al fittizio movimento religioso chiamato Meyerismo, la serie ha debuttato su Hulu il 30 marzo 2016.
In Italia la serie è stata pubblicata su Prime Video a partire dal 14 dicembre 2016.

## Trama
Cal Roberts è un carismatico e ambiguo leader del movimento religioso dei Meyeristi, che recluta persone in difficoltà promettendo una vita serena e priva di dolori. I membri vivono in un piccolo villaggio rurale a nord di New York e seguono i dettami del Dr. Steven Meyer, fondatore del movimento chiamato il "Guardiano della Luce". Tra i membri vi sono i coniugi Eddie e Sarah Lane; lui è un uomo tormentato con un passato di droga, mentre lei è nata e cresciuta in una famiglia Meyerista. I quotidiani riti, preghiere e regole nascondono in realtà molti oscuri segreti, che causano una crisi di fede a Eddie, il quale inizia a nutrire dubbi sulla vera natura dei Meyeristi.

## Episodi
| Stagione         | Episodi | Prima TV USA | Pubblicazione Italia |
| ---------------- | ------- | ------------ | -------------------- |
| Prima stagione   | 10      | 2016         | 2016                 |
| Seconda stagione | 13      | 2017         | 2017                 |
| Terza stagione   | 13      | 2018         | 2018                 |

## Personaggi e interpreti

### Personaggi principali
- Eddie Lane (stagioni 1-3), interpretato da Aaron Paul, doppiato da Francesco Pezzulli.
È un uomo dal passato difficile che si è convertito al Meyerismo. Inizia ad avere una crisi di fede, mettendo in discussione la reale natura del movimento.
- Sarah Lane (stagioni 1-3), interpretata da Michelle Monaghan, doppiata da Giuppy Izzo.
È la moglie di Eddie, nata in una famiglia Meyerista e devota al movimento.
- Cal Roberts (stagioni 1-3), interpretato da Hugh Dancy, doppiato da Simone D'Andrea.
È il carismatico e ambiguo leader del Movimento Meyerista.
- Mary Cox (stagioni 1-3), interpretata da Emma Greenwell, doppiata da Valentina Favazza.
È una tossicodipendente salvata da Cal, di cui è infatuata.
- Abe Gaines (stagioni 1-2), interpretato da Rockmond Dunbar, doppiato da Stefano Thermes.
È un detective dell'FBI che indaga sui Meyeristi.
- Hawk Lane (stagioni 1-3), interpretato da Kyle Allen, doppiato da Alessandro Campaiola.
È il figlio adolescente di Eddie e Sarah che desidera abbandonare la scuola, per aderire al movimento a tempo pieno.
- Ashley Fields (stagione 1; ricorrente stagione 2), interpretata da Amy Forsyth, doppiata da Rossa Caputo.
È una ragazza popolare nella scuola frequentata da Hawk.
- Alison Kemp (stagione 1), interpretata da Sarah Jones, doppiata da Angela Brusa.
È una disertrice del Meyerismo che ritiene quest'ultimo responsabile della misteriosa morte del marito.
- Sean Egan (stagione 2; ricorrente stagione 1), interpretato da Paul James, doppiato da Alessio Nissolino.
Membro della setta, entrato dopo la morte della sorella, uccisa da un colpo di pistola.
- Vera Stephans (stagione 3), interpretata da Freida Pinto, doppiata da Stella Musy.
L'intermediaria laica del Movimento Meyerista.

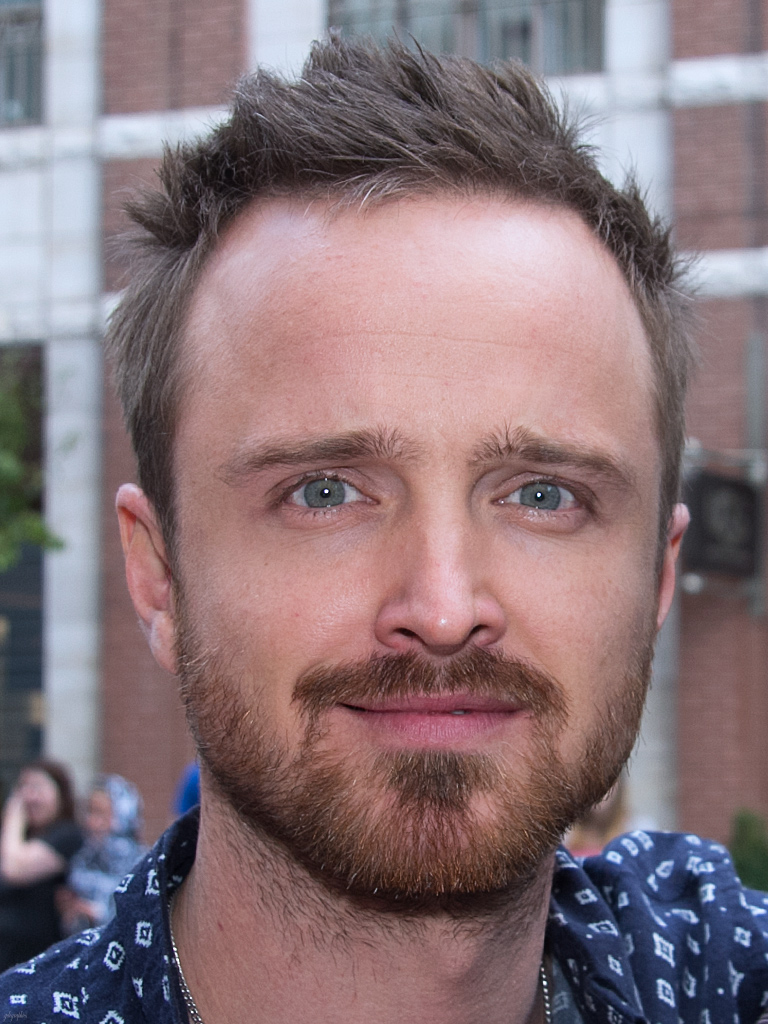
Aaron Paul interpreta Eddie Lane
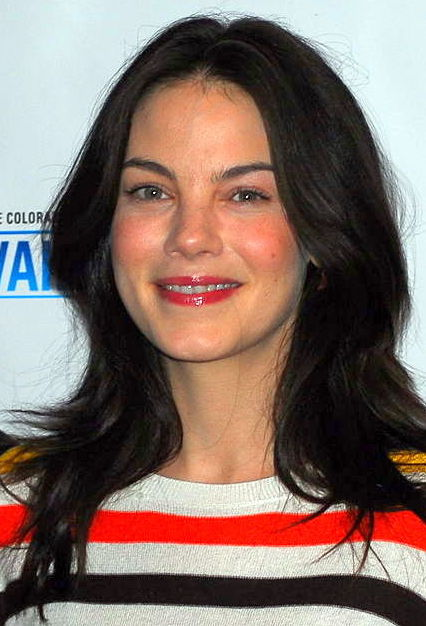
Michelle Monaghan interpreta Sarah Lane
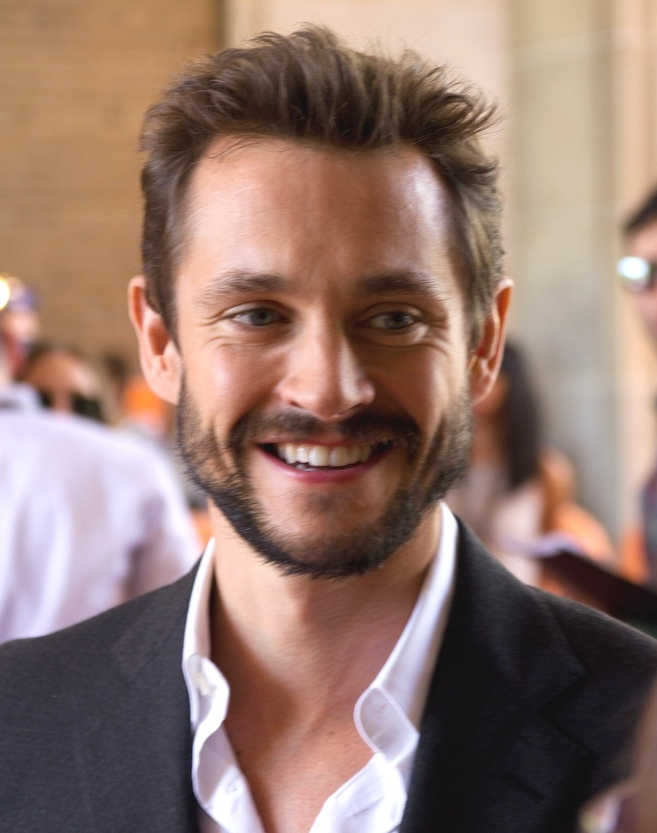
Hugh Dancy interpreta Cal Roberts
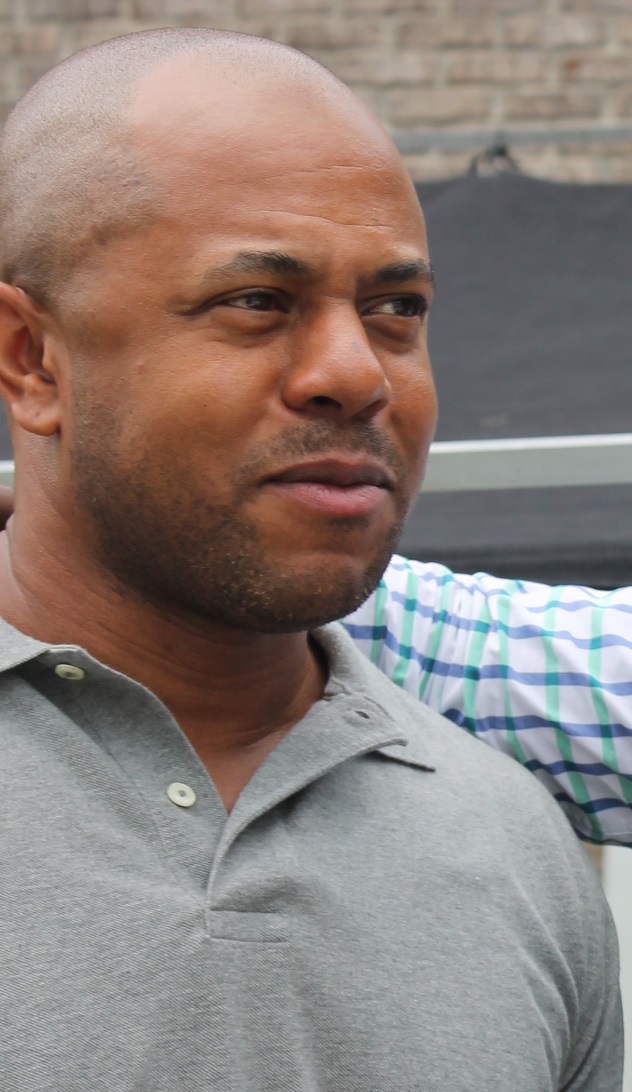
Rockmond Dunbar interpreta Abe Gaines
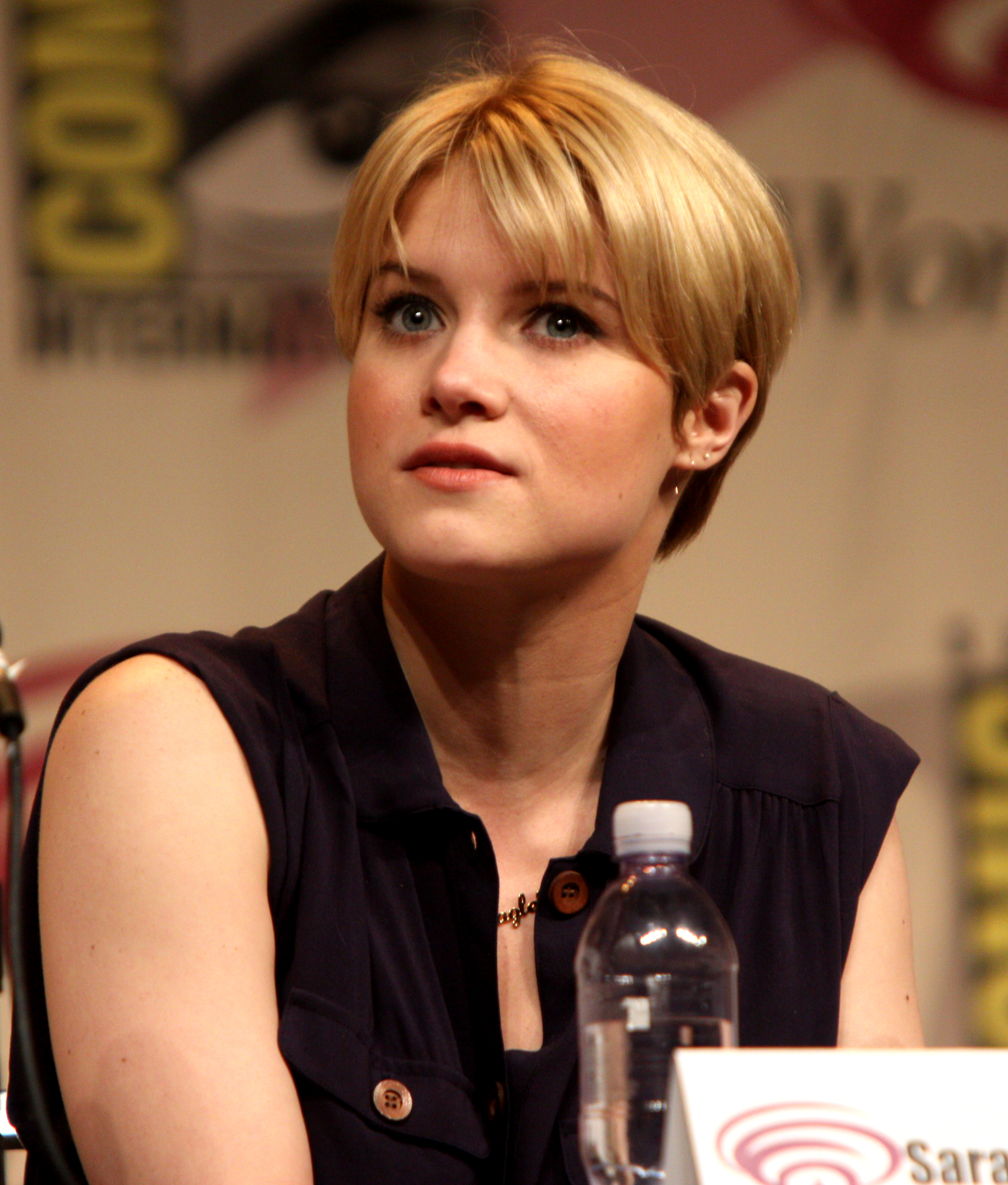
Sarah Jones interpreta Alison
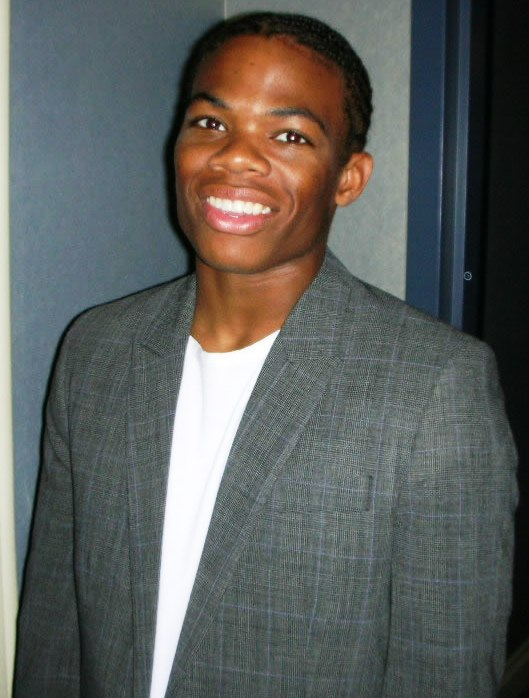
Paul James interpreta Sean Egan
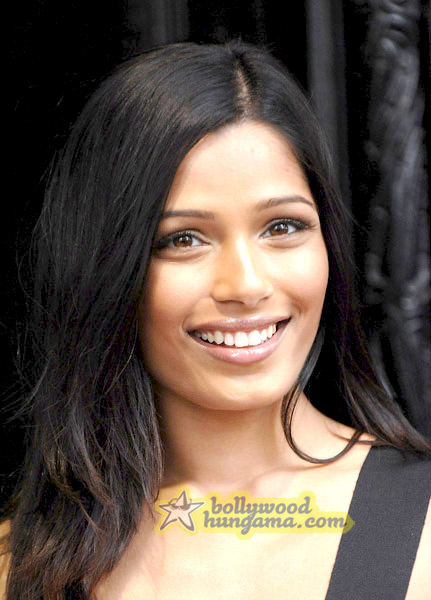
Freida Pinto interpreta Vera Stephans

### Personaggi ricorrenti
- Richard (stagioni 1-2), interpretato da Clark Middleton, doppiato da Dario Oppido.
- Summer Lane (stagioni 1-3), interpretata da Aimee Laurence.
- Miranda Frank (stagione 1), interpretata da Minka Kelly.
- Dr. Stephen Meyer (stagioni 1-3), interpretato da Keir Dullea.
- Hank Armstrong (stagioni 1-3), interpretato da Peter Friedman, doppiato da Stefano De Sando.
- Gab Armstrong (stagioni 1-3), interpretata da Deirdre O'Connell, doppiata da Alessandra Korompay.
- Bill (stagioni 1-3), interpretato da Brian Stokes Mitchell.
- Felicia (stagioni 1-3), interpretata da Adriane Lenox.
- Russel Armstrong (stagioni 1-3), interpretato da Patch Darragh, doppiato da Gabriele Marchingiglio.
- Nicole Armstrong (stagioni 1-3), interpretata da Ali Ahn, doppiata da Micaela Incitti.
- Joy Armstrong (stagioni 1-3), interpretata da Stephanie Hsu, doppiata da Nicole Pravadelli.
- Shelby (stagioni 1-2), interpretata da Allison Layman.
- Jocelyn Gaines (stagioni 1-2), interpretata da Jasmin Walker, doppiata da Laura Romano.
- Silas (stagione 1), interpretato da Steve Mones, doppiato da Nicola Braile.
- Brenda Roberts (stagioni 1-2), interpretata da Kathleen Turner, doppiata da Rossella Izzo.
- Betsy (stagioni 1-2), interpretata da Whitney Crowder.
- Meg Fields (stagione 1), interpretata da Ali Marsh.
- Tessa Bishop (stagioni 1-3), interpretata da Alexa Landeau.
- John Ridge (stagioni 1-2), interpretato da Michael Countryman, doppiato da Sergio Lucchetti.
- Kerry Ridge (stagioni 1-2), interpretata da Kaili Vernoff.
- Freddie Ridge (stagione 1), interpretato da Max Ehrich.
- Wesley Cox (stagioni 1-3), interpretato da Jeb Brown.
- Kodiak (stagioni 2-3), interpretato da James Remar, doppiato da Fabrizio Pucci.
- Noa (stagione 2), interpretata da Britne Oldford.
- Mark Penetti (stagione 2), interpretato da Matt Bailey.
- Chloe Jones (stagione 2), interpretata da Leven Rambin, doppiata da Francesca Manicone.
- Buck Harbaugh (stagione 3), interpretato da Vincent Kartheiser, doppiato da Fabrizio Vidale.
- Lilith (stagione 3), interpretata da Sarita Choudhury, doppiata da Roberta Pellini.
- Caleb Matthews (stagione 3), interpretato da Titus Makin Jr., doppiato da Francesco Venditti.
- Jackson Neil (stagione 3), interpretato da Raúl Esparza, doppiato da Stefano Benassi.

## Produzione
Inizialmente il titolo della serie era The Way, poi cambiato in The Path per ragioni legali. I primi due episodi sono diretti da Mike Cahill.
Il 4 maggio 2016 la serie è stata rinnovata per una seconda stagione. Successivamente, il 12 aprile 2017, la serie viene rinnovata anche per una terza stagione. Il 24 aprile 2018 Hulu ha ufficialmente cancellato la serie, dopo tre stagioni.

## Accoglienza
| Stagione | Responso della critica | Responso della critica | Responso della critica |
| Stagione | Metacritic             | Rotten Tomatoes        |                        |
| -------- | ---------------------- | ---------------------- | ---------------------- |
| Prima    | 70/100 (33 recensioni) | 82% (45 recensioni)    |                        |
| Seconda  | 64/100 (8 recensioni)  | 75% (12 recensioni)    |                        |
| Terza    | N.D.                   | 80% (5 recensioni)     |                        |